# Marie Prevost
Marie Prevost, nome artístico de Marie Bickford Dunn (Sarnia, 8 de novembro de 1896 – Hollywood, 21 de janeiro de 1937), foi uma atriz de cinema canadense. Em 20 anos de carreira, atuou em 121 filmes mudos e falados.
Prevost iniciou sua carreira na era do cinema mudo. Foi descoberta por Mack Sennett, que a contratou e a transformou em uma das beldades do final da década de 1910. Prevost atuou em dezenas de curtas-metragens de Sennett antes de passar aos longas-metragens da Universal. Em 1922, ela assinou contrato com a Warner Bros., onde sua carreira floresceu como uma de suas principais protagonistas. Ela era a favorita do diretor Ernst Lubitsch, que a escalou em três de suas comédias: "The Marriage Circle" (1924), "Three Women" (1924) e "Kiss Me Again" (1925).
Depois de deixar a Warner Bros no início de 1926, a carreira de Prevost começou a declinar e ela foi relegada a papéis secundários. Também foi afetada por problemas pessoais, incluindo a morte de sua mãe em 1926 e o colapso de seu casamento com o ator  Kenneth Harlan em 1927, fatos que alimentaram a sua depressão. Começou a abusar do álcool e comer compulsivamente, resultando em ganho de peso que dificultava a obtenção de empregos. Em 1935, Prevost conseguia apenas pequenas partes em filmes. Sua última aparição nas telas foi em 1936.
Após anos de abuso de álcool, Prevost faleceu de alcoolismo agudo aos 40 anos em 1937.

## Biografia
Prevost nasceu em Sarnia, Ontário, em 1896. Era filha de Hughlina Marion e Arthur "Teddy" Dunn. Seu pai trabalhava como condutor de trens na ferrovia local. Quando Prevost era criança, seu pai morreu em um acidente de trabalho. Posteriormente sua mãe se casou com Frank Prevost e a família se mudou para Denver, nos Estados Unidos. Em 1900, Hughlina deu a luz a outra filha, Marjorie. O padrasto de Marie, que trabalhava como mineiro e agrimensor, frequentemente mudava a família pelo país devido ao trabalho. Depois de morar em  Ogden, Utah; Reno, Nevada e; Fresno, Califórnia, a família finalmente se estabeleceu em Los Angeles. Hughlina e Frank Prevost mais tarde se divorciaram.
Enquanto morava em Los Angeles, Prevost frequentou a Manual Arts High School. Em 1915, Prevost conseguiu um emprego como secretária em um escritório de advocacia que representava a Keystone Film Company. Enquanto dirigia o escritório na Keystone Studios, Prevost foi convidada a fazer parte do filme "His Father´s Footsteps". O proprietário da Keystone, Mack Sennett, ficou impressionado com o desempenho de Prevost e enviou-lhe uma mensagem dizendo que queria ver Prevost em seu escritório. Posteriormente, Prevost relembrou aquele dia em entrevista à revista "Motion Picture World": "Perguntei pelo Sr. Senett e fui conduzida a ele imediatamente. Quando entrei em seu escritório ele me pareceu muito sério. Eu estava a ponto de chorar. De repente, ele sorriu. Quero a sua assinatura hoje. Assine aqui. De repente percebi que o papel que ele colocou na minha frente era um contrato. Eu seria uma de suas "beldades em maiô". O melhor de tudo era que eu receberia 15 dólares por semana. Assinei sem ler uma palavra. Quinze dólares era muito dinheiro".
Quando sua carreira começou a deslanchar, Prevost se casou com o socialite Henry Charles "Sonny" Gerke em junho de 1928. O casal se separou logo depois e Prevost manteve esse casamento em segredo.

## Carreira

### Primeiros anos

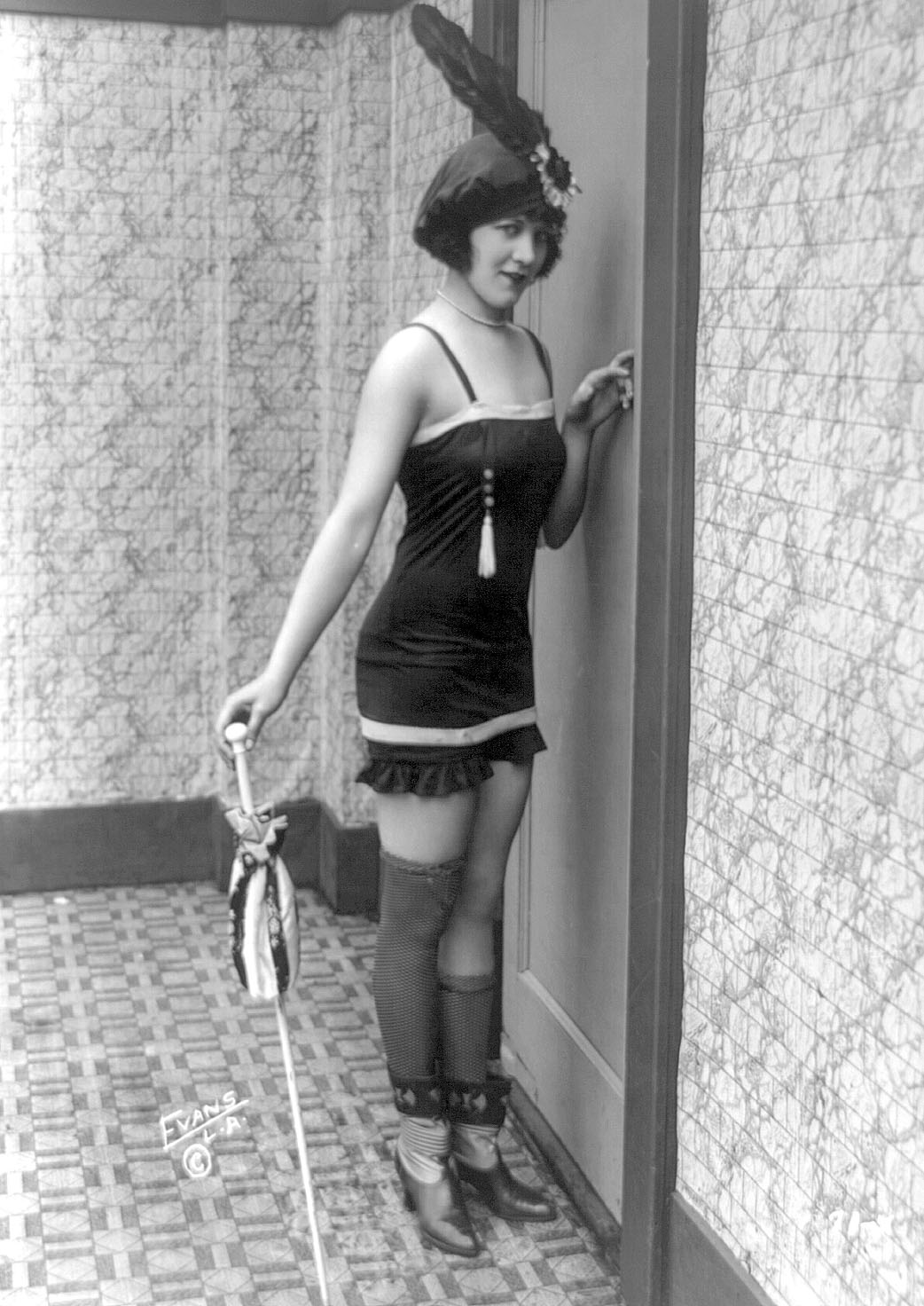
c. 1918

Inicialmente escalada para papéis cômicos, ela trabalhou em vários filmes para o estúdio Sennett. Em 1919, Sennett a escalou para seu primeiro papel principal no filme "Yankee Doodle in Berlin". O filme foi um sucesso e ajudou a solidificar a carreira de Prevost. Um de seus primeiros papéis com sucesso de público foi no filme romântico de 1920 " Love, Honor, and Behave" ao lado de outro novato e protegido por Sennett, George O'Hara . Em 1921, Prevost queria ir para outro estúdio. Mais tarde ela declarou que deixou a Keystone Studios porque Sennett estava interessado apenas em ganhar dinheiro e não com a criatividade. O diretor King Baggot ajudou a garantir a ela um contrato com a  Universal por US$ 1 000 por semana. Prevost foi liberada de seu contrato com a Keystone e assinou com a Universal em 1921.
Na Universal, Irving Thalberg se interessou por Prevost e decidiu fazer dela uma estrela. Thalberg garantiu que ela recebesse muita publicidade e organizou vários eventos publicitários. Depois de anunciar que havia selecionado dois filmes para Prevost, "The Moonlight Follies" (1921) e "Kissed" (1922), Thalberg a enviou para Coney Island, onde ela publicamente queimou seu traje de banho para simbolizar o fim de seus dias como "beldade do banho".

### Estrelato
Enquanto estava na Universal, Prevost ainda era relegada a comédias leves. Depois que seu contrato expirou, Jack L. Warner ofereceu-lhe um contrato de dois  por US$ 1 500 por semana na Warner Bros. em 1922. Nessa época, Prevost estava namorando o ator Kenneth Harlan . Jack Warner também assinou contrato com Harlan e colocou o casal nos papéis principais em "The Beautiful and Damned" de  F. Scott Fitzgerald . Para divulgar o filme, a Warner anunciou que o casal se casaria no set de filmagem. O golpe publicitário funcionou e milhares de fãs enviaram cartas e presentes ao casal. Em agosto de 1923, Sonny Gerke, primeiro marido de Prevost, pediu o divórcio. O Los Angeles Mirror descobriu que Prevost ainda era casada e publicou uma matéria com a manchete "Marie Prevost será uma bígama se casar com Kenneth Harlan". Warner ficou furioso com a publicidade negativa e com o falha de Prevost não revelar seu primeiro casamento, apesar do fato de o golpe publicitário ter sido dele.
Apesar dos problemas de publicidade, o desempenho de Prevost em "The Beautiful and Damned" trouxe boas críticas. O diretor Ernst Lubitsch a escolheu para um papel importante ao lado de Adolphe Menjou em 1924, "The Marriage Circle". Essa performance, elogiada pelo The New York Times , resultou em Lubitsch escalando-a para "Three Women" em 1924 e para "Kiss Me Again" no ano seguinte.

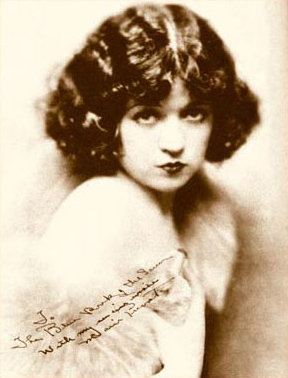
c. 1923

No início de 1926, a Warner decidiu não renovar os contratos de Prevost e Harlan (os dois se casaram em segredo em 1924 após a conclusão do divórcio de Prevost) Pouco depois de ter sido demitida pela Warner Bros., a mãe de Prevost, Hughlina, morreu em um acidente de carro em Lordsburg, Novo México, em 5 de fevereiro de 1926.
A atriz Phyllis Haver, que era amiga de Prevost, declarou mais tarde em uma entrevista que acreditava que a perda dos contratos de Prevost e Harlan com a Warner Bros. causou problemas no casamento e também era uma das causas do alcoolismo de Prevost.

### Declínio
Arrasada e deprimida pela perda de sua mãe, Prevost começou a beber muito e se tornou alcoólatra. Prevost tentou superar sua perda, enterrando-se em seu trabalho, estrelando vários papéis como a bela sedutora que, no final, sempre foi a heroína honrada. Além da depressão, seu casamento com  Kenneth Harlan terminou, os dois se separaram em 1927.
Depois de ver Prevost em "The Beautiful and Damned",  Howard Hughes a escalou como protagonista em The Racket (1928). Hughes e Prevost mais tarde tiveram um breve caso. Depois que o caso acabou, a depressão de Prevost se agravou. Seu papel em "The Racket" foi o último papel principal de Prevost.
A depressão de Prevost a levou a compulsão alimentar, resultando em ganho de peso significativo. Sua carreira continuou, mas ela foi relegada a papéis secundários. Em 1929, Cecil B. DeMille ofereceu a ela um papel de co-protagonista em seu último filme mudo "The Godless Girl", estrelado por Lina Basquette. Em sua autobiografia, Basquette lembrou que Prevost não parecia triste por perder seu status de protagonista, afirmando: "Ah, que inferno, é assim que as coisas são". Prevost recebeu boas críticas por seu papel no filme. No ano seguinte, ela assinou um contrato com a Metro-Goldwyn-Mayer.
Enquanto estava na MGM, Prevost trabalhou de forma constante, mas apenas lhe ofereciam papéis secundários. Em 1930, ela apareceu em "Paid", estrelado por Joan Crawford.  Embora o papel de Prevost fosse secundário, ela recebeu boas críticas. Em 1931, ela interpretou a leal amiga da vencedora do Oscar, Helen Hayes em "The Sin of Madelon Claudet". Em 1932, ela foi uma das três protagonistas do filme "Three Wise Girls", estrelado por  Jean Harlow . Em 1934, ela estava sem trabalho e sua situação financeira se deteriorou dramaticamente. A espiral descendente se agravou quando seus problemas de peso a forçaram a repetidas dietas, a fim de manter qualquer pequeno papel que o estúdio lhe oferecesse. Prevost fez sua última aparição nas telas como uma garçonete em "Ten Laps to Go" (1936).

## Morte
Em 21 de janeiro de 1937, Prevost morreu em decorrência do alcoolismo agudo, aos 40 anos. Seu corpo não foi descoberto até 23 de janeiro, depois que os vizinhos reclamaram dos latidos incessantes de seu cachorro. Uma empregada encontrou seu corpo no quarto. A polícia encontrou várias garrafas de bebidas vazias na sala, juntamente com uma nota promissória para Joan Crawford no valor de US$ 110.
Seu funeral (pago por Joan Crawford) no Cemitério Memorial de Hollywood contou com a presença de Crawford, Douglas Fairbanks Jr., Clark Gable, Wallace Beery, Mack Sennett e Barbara Stanwyck, entre outros. Prevost foi cremada.
Em fevereiro de 1937, descobriu-se que o patrimônio de Prevost estava avaliado em US$ 300. O destino de Prevost e de outros levaram a comunidade de Hollywood a criar a Casa de Campo e Hospital de Cinema e Televisão, para poder prestar assistência médica aos funcionários da indústria de televisão e cinema.
Por sua contribuição para a indústria cinematográfica, Marie Prevost tem uma estrela na Calçada da Fama de Hollywood, no 6201 Hollywood Boulevard 6201.

## Vida pessoal
Prevost se casou duas vezes e os dois casamentos terminaram em divórcio. Seu primeiro casamento foi com o socialite Henry Charles "Sonny" Gerke em junho de 1918. O divórcio ocorreu em outubro de 1923.
Em outubro de 1924, Prevost se casou com o ator Kenneth Harlan. Os dois estrelaram vários  filmes juntos, incluindo "The Beautiful and The Damned" and "Bobbed Hair".   Prevost e Harlan se separaram em maio de 1927. O divórcio foi finalizado em janeiro de 1929.

## Filmografia
| Year | Title                      | Role                           | Notes                                                  |
| ---- | -------------------------- | ------------------------------ | ------------------------------------------------------ |
| 1915 | Those Bitter Sweets        |                                | Curta Metragem                                         |
| 1915 | His Father's Footsteps     |                                | Curta Metragem                                         |
| 1916 | Unto Those Who Sin         | Celeste                        |                                                        |
| 1918 | His Hidden Purpose         | The Girl in the Case           | Curta Metragem                                         |
| 1918 | Her Screen Idol            |                                | Curta Metragem                                         |
| 1919 | East Lynne with Variations | The Girl                       | Curta Metragem                                         |
| 1919 | Uncle Tom Without a Cabin  | Eliza                          | Curta Metragem                                         |
| 1919 | Yankee Doodle in Berlin    | Belgian Girl                   |                                                        |
| 1920 | Down on the Farm           | The Faithful Wife              |                                                        |
| 1920 | Love, Honor and Behave     | The Newlywed                   |                                                        |
| 1921 | A Small Town Idol          | Marcelle Mansfield             |                                                        |
| 1921 | Moonlight Follies          | Nan Rutledge                   |                                                        |
| 1921 | Nobody's Fool              | Polly Gordon                   |                                                        |
| 1921 | A Parisian Scandal         | Liane-Demarest                 |                                                        |
| 1922 | Don't Get Personal         | Patricia Parker                |                                                        |
| 1922 | The Dangerous Little Demon | Teddy Harmon                   |                                                        |
| 1922 | Kissed                     | Constance Keener               |                                                        |
| 1922 | The Married Flapper        | Pamela Billings                |                                                        |
| 1922 | Her Night of Nights        | Molly May Mahone               |                                                        |
| 1922 | The Beautiful and Damned   | Gloria                         | Filme Perdido                                          |
| 1922 | Heroes of the Street       | Betty Benton                   |                                                        |
| 1923 | Brass                      | Marjorie Jones                 |                                                        |
| 1923 | Red Lights                 | Ruth Carson                    |                                                        |
| 1923 | The Wanters                | Myra Hastings                  | Filme Perdido                                          |
| 1924 | The Marriage Circle        | Mizzi Stock                    |                                                        |
| 1924 | Tarnish                    | Nettie Dark                    |                                                        |
| 1924 | How to Educate a Wife      | Mabel Todd                     |                                                        |
| 1924 | Daughters of Pleasure      | Marjory Hadley                 | Título Alternativo: Beggar on Horseb Filme Incompleto  |
| 1924 | Cornered                   | Mary Brennan / Margaret Waring | Filme perdido                                          |
| 1924 | Three Women                | Harriet                        |                                                        |
| 1924 | Being Respectable          | Valerie Winship                |                                                        |
| 1924 | The Dark Swan              | Eve Quinn                      |                                                        |
| 1924 | The Lover of Camille       | Marie Duplessis                |                                                        |
| 1925 | Kiss Me Again              | LouLou Fleury                  | Filme perdido                                          |
| 1925 | Bobbed Hair                | Connemara Moore                |                                                        |
| 1925 | Seven Sinners              | Molly Brian                    |                                                        |
| 1925 | Recompense                 | Julie Gmelyn                   |                                                        |
| 1926 | For Wives Only             | Laura Rittenhaus               |                                                        |
| 1926 | Other Women's Husbands     | Kay Lambert                    |                                                        |
| 1926 | Almost a Lady              | Marcia Blake                   |                                                        |
| 1926 | His Jazz Bride             | Gloria Gregory                 | Filme Perdido                                          |
| 1926 | The Caveman                | Myra Gaylord                   |                                                        |
| 1926 | Nana                       | Gaga                           | Sem créditos                                           |
| 1926 | Up in Mabel's Room         | Mabel Ainsworth                |                                                        |
| 1927 | Getting Gertie's Garter    | Gertie Darling                 |                                                        |
| 1927 | The Night Bride            | Cynthia Stockton               |                                                        |
| 1927 | Man Bait                   | Madge Dreyer                   |                                                        |
| 1927 | The Girl in the Pullman    | Hazel Burton                   |                                                        |
| 1928 | On to Reno                 | Vera                           |                                                        |
| 1928 | A Blonde for a Night       | Marcia Webster                 |                                                        |
| 1928 | The Sideshow               | Queenie Parker                 |                                                        |
| 1928 | The Racket                 | Helen Hayes                    |                                                        |
| 1928 | The Rush Hour              | Margie Dolan                   |                                                        |
| 1929 | All Faces West             | Arleta Vance                   |                                                        |
| 1929 | The Godless Girl           | Mame - The Other Girl          |                                                        |
| 1929 | The Flying Fool            | Pat Riley                      |                                                        |
| 1929 | Divorce Made Easy          | Mabel Deering                  |                                                        |
| 1930 | Party Girl                 | Diana Hoster                   |                                                        |
| 1930 | Ladies of Leisure          | Dot Lamar                      |                                                        |
| 1930 | War Nurse                  | Rosalie                        |                                                        |
| 1930 | Sweethearts on Parade      | Nita                           |                                                        |
| 1930 | Paid                       | Agnes Lynch                    |                                                        |
| 1931 | Gentleman's Fate           | Mabel                          |                                                        |
| 1931 | It's a Wise Child          | Annie Ostrom                   |                                                        |
| 1931 | Sporting Blood             | Angela 'Angie' Ludeking        |                                                        |
| 1931 | The Runaround              | Margy                          |                                                        |
| 1931 | The Good Bad Girl          | Trixie Barnes                  |                                                        |
| 1931 | The Sin of Madelon Claudet | Rosalie Lebeau                 |                                                        |
| 1931 | Hell Divers                | Mrs. Lulu Farnsworth           |                                                        |
| 1931 | Reckless Living            | Alice                          |                                                        |
| 1932 | Three Wise Girls           | Dot                            |                                                        |
| 1932 | Slightly Married           | Nellie Gordon                  |                                                        |
| 1932 | Carnival Boat              | Babe                           |                                                        |
| 1933 | Parole Girl                | Jeanie Vance                   |                                                        |
| 1933 | The Eleventh Commandment   | Tessie Florin                  |                                                        |
| 1933 | Only Yesterday             | Amy                            | Sem créditos                                           |
| 1935 | Keystone Hotel             | Mrs. Clarabelle Sterling       | Cruta metragem                                         |
| 1935 | Hands Across the Table     | Nona                           |                                                        |
| 1936 | 13 Hours by Air            | Waitress in Omaha              | Produtor                                               |
| 1936 | Tango                      | Betty Barlow                   |                                                        |
| 1936 | Bengal Tiger               | Saloon Girl                    | Sem créditos                                           |
| 1936 | Cain and Mabel             | Sherman's Receptionist         | Sem créditos                                           |
| 1936 | Ten Laps to Go             | Elsie, Cafe Waitress           | Último papel. Título alternativo: King of the Speedway |

## Na cultura popular
- A música de Nick Lowe "Marie Provost" (sic), do álbum de 1978 Jesus of Cool, detalha sua vida e o relato de raiva de sua morte. A música inclui a letra do refrão: "Ela foi uma vencedora / que se tornou o jantar do cachorrinho".[16]
- Em 2019, a romancista Laini Giles lançou "Bathing Beauty", um romance que detalha sua vida.